# Catarina de Cleves
Catarina de Cleves (em alemão: Katharina von Kleve; Castelo de Schwanenburg, 25 de maio de 1417 — Lobith, 10 de fevereiro de 1479) foi duquesa consorte de Gueldres. O livro iluminado Horas de Catarina de Cleves foi encomendado para celebrar seu casamento com Arnoldo, Duque de Gueldres.

## Família
Ela era filha de Adolfo I de Cleves e Maria de Borgonha. Seus avós paternos eram Adolfo III de La Marck e Margarida de Jülich e seus avós maternos eram João, Sem Medo e Margarida da Baviera. Ela era sobrinha de Filipe II da Borgonha. Catarina teve sete irmãos.
Através de Filipe II da Borgonha ela era descendente do rei João II de França, pelo lado materno. Já no lado paterno, Catarina descendia de Luís IV do Sacro Império Romano-Germânico através de seu filho, Alberto I da Baviera.

## Biografia
Catarina viveu com seus pais até 1431, um ano depois de seu casamento. Ela era muito próxima de Filipe, o Bom, porém, seu marido desconfiava do Duque. 
Sua filha, Maria de Gueldres, foi considerada como noiva para Carlos, Conde de Maine, mas como seu pai não podia pagar o dote, ela ficou na Corte de seu tio-avô, tendo suas despesas pagas pela esposa de Filipe, Isabel de Portugal. Mais tarde, viria a se casar com Jaime II da Escócia.
Em um conflito para reter o Ducado de Gueldres, enquanto Arnoldo punia a cidade de Driel, ele perdeu o apoio do Ducado. Assim, Catarina agiu como uma intermediária entre seu marido e os Estados do Reino. Em 1450, Arnoldo partiu em peregrinação à Roma e Palestina, o que levou Catarina a substituí-lo como regente. Nesse mesmo ano, Catarina infeliz em seu casamento, se recusava a viver com o marido.
Quando seu filho, Adolfo, aprisionou o próprio pai contando com a ajuda de Filipe, o Bom, em 1465, a duquesa o apoiou. Sua revolta se deu pelo fato de que seu pai o deserdou, pois de acordo com rumores, ele teria dito ser Arnoldo homossexual. O duque da Borgonha o fez Cavaleiro da Ordem do Tosão de Ouro. Mais tarde em 1470, Arnoldo foi capturado por Carlos, Duque da Borgonha, pois não era considerado um aliado confiável para a Borgonha. Um ano depois, em 1471, ele conseguiu ser solto.
Catarina morreu em Lobith, nos Países Baixos, em 1479.

## Livro de Horas

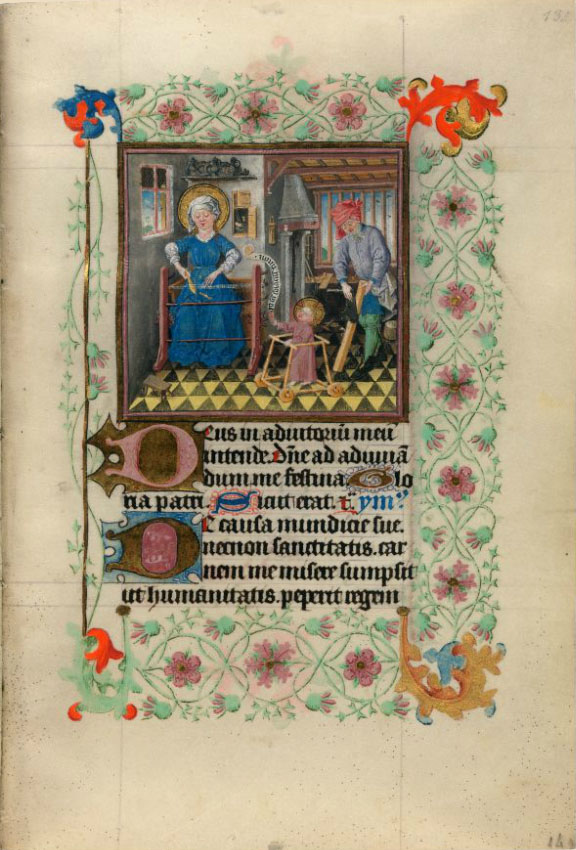
Imagem do Livro de Horas.

O livro de Horas foi encomendado por ela ou por seu pai na ocasião de seu casamento com Arnoldo, Duque de Gueldres, em 26 de janeiro de 1430, tendo sido possivelmente concluído em 1440. O autor é apenas conhecido como Mestre de Catarina de Cleves e pode ter sido um membro da família van Aken. A obra retrata os brasões de seus ancestrais, comemorando a sua linhagem, e a caracterizando como uma fiel. Aparentemente o livro foi dado por Catarina à Emengard de Lochhorst. Ele permaneceu desaparecido por 400 anos até reaparecer em 1856, quando foi posto à venda por Jacques Joseph Techener.
Atualmente, o livro está na Biblioteca e Museu Morgan, em Nova Iorque.

## Filhos
- Maria (c. 1431 - 1 de dezembro de 1463) - Mãe de Jaime III da Escócia, Alexandre Stuart, Duque de Albany, entre outros.
- Guilherme (n. c. 1434) - Morreu jovem.
- Margarida (1436 - 1486) - Casada em  16 de agosto de 1454 com Frederico I de Simmerm, com quem teve filhos.
- Adolfo (1438 – 1477) - Casado com Catarina de Bourbon, com quem teve Filipa de Gueldres e Carlos de Egmond.
- Catarina (1439 – 1496) - Regente do Ducado de Gueldres entre 1477 a 1481.